# Vendsyssel Tidende
Vendsyssel Tidende var en dansk avis, der blev trykt i Hjørring og udgivet i Vendsyssel fra 1873 til 1999. Politisk var avisen tilknyttet partiet Venstre.
Avisens første redaktør var den kun 22 år gamle Vilhelm Carlsen som ledede avisen til sin død i 1914. Avisen var den første danske avis, der bragte et fotografi i avisen. Det skete den 20. juli 1889. Avisens storhedstid var i mellemkrigsårene, hvor den reelt havde monopol i området. De nærmeste konkurrenter, Skagens Avis og Frederikshavns Avis, blev i 1994 til lokaludgaver af Vendsyssel Tidende. Året efter fusionerede udgiverselskabet med Aalborg Stiftstidende, og i september 1999 ophørte avisen med at eksistere som selvstændigt blad, men blev i stedet en lokaludgave af Nordjyske Stiftstidende.
Avisen udkom i 1998 i 27.200 eksemplarer.

## Ekstern henvisning
- Digitaliserede udgaver af Vendsyssel Tidende i Mediestream
- Læs om Vendsyssel Tidende i opslagsværket "De Danske Aviser"